# Ngina Devis
Ngina Devis is een Surinaams zangeres. Ze nam enkele malen deel aan SuriPop. In 2004 zong ze het winnende lied en in 2006 werd haar lied tweede. Ze kende meerdere nummer 1-hits en trad in 2011 en 2018 op in de shows van de SuriToppers in Nederland.

## Biografie
Ngina Devis nam in 2004 deel aan SuriPop en zong het lied Ibri yuru. Het was geschreven door Hèlène Bonoo en werd dit jaar de winnende inzending. In 2006 nam ze opnieuw deel aan het muziekfestival in een duet met Artino Oldenstam. Ze zongen Yu na mi dren dat geschreven is door Harold Simson. Deze inzending werd bekroond met de tweede plaats. Tijdens het optreden werden ze bijgestaan met rap van MC Laco, wat een primeur was als eerste lied met een rap-element tijdens SuriPop. Samen met Clinton Kaersenhout zong ze het lied A special friend dat door Gail Eijk was geschreven.
Devis kende meerdere nummer 1-hits in het Caribisch gebied. Met Tarnaz Amarello vormde ze het duo The United Souls (T.U.S.). In 2019 zong ze mee op de single Nog altijd verliefd van de zanger Benaissa. Ze trad op tijdens grote evenementen, zoals tijdens het Wi Na Wan-concert in de beurshal van de KKF in mei 2006. Voorafgaand aan Ilonka's Martial Arts Event in 2007 zong zij het Surinaamse volkslied. Ook trad ze op in de shows van de SuriToppers in 2011 en 2018. Ze zou in 2020 opnieuw deel uitmaken van de SuriToppers, maar de optredens werden vanwege de coronacrisis geannuleerd.
In de jaren 2010 vertrok ze naar Nederland. Ze is gehuwd met een Nederlander.